# Isole (groupe)
Pour les articles homonymes, voir Isole (homonymie).
Isole est un groupe suédois d'epic doom, originaire de Gävle.

## Histoire
Le groupe est formé en 1990 sous le nom de Forlorn, et se compose essentiellement du batteur et chanteur Daniel Bryntse et du guitariste Crister Olsson. Bryntse avait déjà joué dans des groupes comme Theory in Practice, Withered Beauty et Sorcery. Le guitariste et chanteur Magnus Björk, le guitariste Magnus Helin, le bassiste Jan Larsson et le batteur Kim Molin rejoignent le groupe un peu plus tard. Plusieurs démos sont sorties dans les années qui suivent, tandis que le line-up changeait presque chaque année. Henrik Lindenmo rejoint ainsi le groupe en 1995 en tant que nouveau bassiste. Après le départ du chanteur Björk en 1996, le groupe fait une pause. Pendant ce temps, Bryntse s'est consacré à Withered Beauty, Windwalker et Februari 93. Ce n'est qu'en 2001 qu'il a donné signe de vie avec la sortie de la démo Autumn Leaves. Forlorn n'est redevenu vraiment actif qu'après que I Hate Records annonce en 2003 son intérêt pour une publication de Forlorn. Mais comme il ne restait plus que Bryntse et Olsson dans le groupe, celui-ci est rebaptisé Isole, la traduction française de « Forlorn ».
Sur le premier album Forevermore en 2004, le groupe apparaît en trio avec le bassiste Henrik « Henka » Lindenmo. Pour les concerts, le batteur de Withered Beauty, Jonas Lindström, rejoint la formation avant de devenir permanent en avril 2005. En studio, le groupe continue cependant à fonctionner en trio, si bien que Lindström continue à ne jouer qu'en live. Après l'annulation d'une tournée en Allemagne et en France avec World Below, le single The Beyond sort début 2006. L'album suivant est enregistré en été 2006 sous le nom de Throne of Void. Comme Forevermore, l'album est principalement composé d'anciennes chansons démos réarrangées et Lindström y joue de la batterie. Suivent les deux albums Bliss of Solitude (2008), composé uniquement de nouvelles chansons, à l'exception de la chanson Imprisoned in Sorrow, et Silent Ruins (2009). En 2010, le split-single Imperial Anthems sort chez Cyclone Empire avec le groupe Semlah, sur lequel on peut entendre Isole avec la chanson The Punishment, une chanson des débuts de Forlorn. Sur l'album Born from Shadows, sorti en 2011, le groupe était composé du bassiste et chanteur Henrik Lindenmo, du batteur Jonas Lindström, du guitariste et chanteur Crister Olsson et du guitariste et chanteur Daniel Bryntse. L'album complète la trilogie Moonstone créée par le groupe, qui commence sur Forevermore avec la chanson Moonstone, se poursuit avec Shadowstone sur Bliss of Solitude et se terminée avec la chanson-titre de Born from Shadows. Sur l'album The Calm Hunter, sorti en 2014, Jimmy Mattsson est le nouveau chanteur et bassiste.

## Style musical
Selon laut.de, le son de l'album Throne of Void est comparable à celui de Solitude Aeturnus et Candlemass. Janne Stark écrit dans The Heaviest Encyclopedia of Swedish Hard Rock and Heavy Metal Ever! que le groupe joue du doom metal dans le style de Solstice et Griftegård. David Perri écrit dans The Collector's Guide of Heavy Metal Volume 4 : The '00s à propos de Bliss of Solitude qu'il y a du doom metal qui représente l'éloignement et l'isolement. Le style musical rappelle Candlemass et les premiers morceaux de Katatonia. Les chansons sont fortement axées sur les riffs. L'album est à la fois triste et en colère. Silent Ruins est également un mélange des premiers Katatonia et Candlemass. Par rapport à son prédécesseur, l'album est plus abouti dans sa réalisation et son exécution. Les chansons ne sont pas non plus aussi désespérées, ce que Perri explique par le fait que l'album n'était pas encore mûr, car on voulait le sortir trop vite.

## Discographie

### Sous Forlorn
- 1991 : Tired (démo)
- 1992 : Vivere non necesse est (démo)
- 1994 : Waves of Sorrow (démo)
- 1995 : Promo '95 (démo)
- 1996 : Promo '96 (démo)
- 2001 : Autumn Leaves (démo)
- 2005 : Autumn Promos (compilation)

### Sous Isole
- 2004 : Promo 2004 (démo)
- 2005 : Forevermore (album, I Hate Records)
- 2006 : The Beyond (EP, I Hate Records)
- 2006 : Throne of Void (album, I Hate Records)
- 2008 : Bliss of Solitude (abum, Napalm Records)
- 2009 : Silent Ruins (album, Napalm Records)
- 2010 : Imperial Anthems (split avec Semlah, Cyclone Empire)
- 2011 : Born from Shadows (album, Napalm Records)
- 2014 : The Calm Hunter (album, Cyclone Empire)
- 2019 : Dystopia (album, Hammerheart Records)
- 2023 : Anesidora (album, Hammerheart Records)